# Ernst von Haselberg (Mediziner)
Karl Ernst Heinrich Christian von Haselberg (* 7. Juni 1796 in Erlangen; † 19. April 1854 in Stralsund) war ein deutscher Arzt und Medizinalbeamter in Preußen.

## Leben
Ernst von Haselberg, Sohn des 1810 geadelten Juristen Gabriel Peter von Haselberg und dessen Frau Johanna Friederike Conradine Luther († 1833), kam im Alter von sechs Jahren mit seinen Eltern nach Greifswald. Er wurde zunächst von seinem Vater unterrichtet und besuchte bis 1813 die städtische Schule. Bereits 1811 war er an der philosophischen Fakultät der Universität Greifswald als medicinae et chirurgiae cultor eingeschrieben. Regulärer Medizinstudent war er ab Herbst 1813. Er war zunächst bei Sueco-Pomerania, dann 1813/14 im Corps Pomerania Greifswald aktiv. Ab dem 17. Oktober 1816 setzte er seine Studien an der Georg-August-Universität Göttingen fort. 1817 nahm er am Wartburgfest teil. 1818 wurde er in Greifswald zum Dr. med. promoviert. Im selben Jahr ging er an die neue Berliner Universität, wo er seine staatlichen Prüfungen ablegte. Nach der Erlangung der Approbation im Jahr 1819 unternahm er eine Bildungsreise, die ihn über Wien, Würzburg, Paris und Hamburg Ende Dezember 1820 zurück nach Greifswald führte. Anfang 1821 erhielt er die Erlaubnis, sich im Regierungsbezirk Stralsund als Arzt niederzulassen und siedelte sich in Stralsund als „Arzt, Wundarzt und Geburtshelfer“ an. Im selben Jahr trat er der in Stralsund bestehenden medizinischen Privatgesellschaft bei. Nachdem er 1830 die Stelle des Regierungs-Medizinalrates in Stralsund interimistisch übernommen hatte, erfolgte am 15. Januar 1831 die offizielle Bestellung zum Regierung- und Medizinalrat. Im Mai 1835 wurde er zum Mitglied des „Vereins für Heilkunde in Preußen“ gewählt, und im Dezember 1835 zum korrespondierenden Mitglied der Hufelandischen Gesellschaft ernannt. 1843 wurde ihm der Rote Adlerorden 4. Klasse verliehen. Haselberg trat 1821 in Greifswald den Freimaurern bei. Er erhielt 1825 in Stralsund den Meistergrad und wurde 1835 Logenmeister. Ernst von Haselberg starb mit 57 Jahren, wahrscheinlich an den Folgen einer Cholera, die er sich 1850 zugezogen hatte. Er wurde auf Stralsunds Altem Frankenfriedhof beigesetzt.

## Familie
Verheiratet war er seit 1823 mit Gustava Israel, der Tochter eines Stralsunder Kaufmanns. Der Ehe entstammten vier Söhne und fünf Töchter, von denen eine früh starb. Sein ältester Sohn Ernst von Haselberg war von 1857 bis 1899 Stadtbaumeister in Stralsund.

## Schriften
- Die asiatische Cholera im Regierungsbezirk Stralsund. Ein Beitrag zur Contagiositätsfrage. Löffler, Stralsund 1853.
- William R. Wilde: Practische Bemerkungen über Ohren-Heilkunde und die Natur und Behandlung der Krankheiten des Ohres. Aus dem Englischen übersetzt von Ernst von Haselberg. Wigand, Göttingen 1855.